# Anacampseros karasmontana
Anacampseros karasmontana är en tvåhjärtbladig växtart som beskrevs av Moritz Kurt Dinter. Anacampseros karasmontana ingår i släktet Anacampseros och familjen Anacampserotaceae. Inga underarter finns listade i Catalogue of Life.